# Indoíránské jazyky

Přibližné rozšíření indoevropských jazyků v současné době v Eurasii:
Indoíránské

Indoíránské jazyky jsou jednou ze skupin indoevropských jazyků. Představují jejich největší a nejvýchodnější větev s více než miliardou mluvčích.

## Dělení
- indoárijské jazyky
  - védský sanskrt
  - sanskrt
  - páli
  - pahárské jazyky (severní indoárijské jazyky)
    - východopahárské jazyky
      - nepálština (népálí)

    - středopahárské jazyky
      - garhválština (garhválí)
      - téhrí
      - kumáónština (kumáoní)

    - západopahárské jazyky
      - dógrí (dugarština)
      - kángrí (kángerština)
      - kullví (kulluština)
      - čambeálí (čambština)

  - severozápadní indoárijské jazyky
    - paňdžábština (pandžábí, vč. pákistánských dialektů jako mádžhí)
    - saráikí, hindkó, póthóhárí (seskupované pod teoretiky vytvořený název „lahndá“)
    - sindhština (sindhí)
    - kaččhština (kaččhí)
    - rádžasthánština (marvárí, mévárí, mévátí, šékhávatí ad.)
    - gudžarátština (gudžarátí)

  - západní indoárijské jazyky
    - konkanština
    - maráthština

  - střední indoárijské jazyky
    - bhílské jazyky
      - barélština
      - baurijština
      - bhilálština bhilálí
      - bhílština
      - bhilórština
      - čódrijština
      - dhódijština
      - dublijština
      - gamitština
      - ádivásijská garasijština (garasijá)
      - rádžputská garasijština
      - pardhijština
      - rathavština
      - wagdijština

    - gudžarátské jazyky
      - aerština
      - gudžarátština
      - džandavra
      - parkarská kolijština
      - sauráštra
      - vasavština
      - vaghrijština
      - wadijarská kolijština

    - khándéšské jazyky
      - ahiranština
      - dhankština
      - khándéšština

    - rádžasthánština
    - romština
      - severní romština
        - baltská romština
        - karpatská romština
        - kalo-finská romština
        - sintská romština
        - velšská romština

      - balkánská romština
      - valašská romština

    - západohindské jazyky
      - hindustánština (hindustání, kharí bólí)
        - hindština (hindí)
        - urdština (urdú)
        - bradžština (bradž bhášá)
        - harjánví (harijánština)
        - bundélština (bundélí)
        - kanaudžština (kanaudží)

    - východohindské jazyky
      - awadhština (avadhí)
      - baghélština (baghélí, bághélí)
      - čhattísgarhština (čhattísgarhí)

  - východní indoárijské jazyky
    - bihárské jazyky
      - bhódžpurština (bhódžpurí)
      - karibská hindustánština
      - fidžijská hindština (angl. Fiji Hindi)
      - angština
      - magahština (magahí)
      - maithilština (maithilí, mithilština)
      - sádrijština (sádrí, též nágpurí, džhárí)
      - oráonská sádrijština
      - pančpargania (kurmálí, kudmálí)

    - bengálsko-ásámské jazyky
      - ásámština (ochomija)
      - bengálština
      - bišnuprijská manipurština (bišnuprija manipurí thár)
      - čakma
      - čatgaija (čitagonská bengálština, angl. Chittagonian)
      - hadžong
      - siletština (siletí, angl. sylheti)
      - tangčangja
      - rádžbansijština (rádžbonší, rangpurí)

    - urijské jazyky
      - urijština
      - adivásijská urijština
      - bhatrijština
      - bhundžia
      - bodo parja
      - kupia
      - relijština

    - bote-madžhijština
    - buksa
    - degaru
    - tharuština

  - jižní indoárijské jazyky
    - divéhí
    - sinhálština (sinhala)
- dardské jazyky
  - damélí
  - domákí
  - gawar-bati
  - kalaša
  - kašmírština
  - khowar
  - kóhistánština
  - ningalámština
  - pašajština
  - phalura
  - šina
  - šumaštština
- íránské jazyky
  - východoíránské jazyky
    - severovýchodní íránské jazyky
      - avestština – vymřelá
      - skythština – vymřelá
        - sakština – vymřelá

      - osetština (iron)
      - sogdština – vymřelá
        - jagnóbština

      - baktrijština – vymřelá

    - jihovýchodní íránské jazyky
      - paštština (paštó)
      - pamírština (pámírí)

  - západoíránské jazyky
    - severozápadní íránské jazyky
      - zoroastrijské darí
      - balúčština (balóčí)
      - gilačtina (gilakí)
      - kurdština
      - talyština

    - jihozápadní íránské jazyky
      - staroperština
      - pahlavština – středoperština
      - perština (fársí)
        - afghánské darí
        - tádžičtina
        - hazárština – hazáragí
        - bucharština (buchórí)

      - lurština (lorí)
      - tatština (tátí)
- núristánské jazyky
  - aškun
  - kamkata-viri (bašgali)
    - kata-vari
    - kamviri
    - mumviri

  - prasuni (vasi-vari)
  - tregami (gambiri)
  - waigali (kalaša-ala)